# Moviment d'Alliberament Popular de Benishangul
El Moviment d'Alliberament Popular de Benishangul (MAPB) o Benishangul People's Liberation Movement (BPLM) fou un grup armat d'Etiòpia que operava a la regió de Benishangul-Gumaz.

Bandera

Khedir Ahmed Zayd, administrador d'Assosa (província creada pel Derg que abraçava el Benishangul) en nom del Derg, descontent amb el govern que havia empresonat a la noblesa local reconeguda en temps de l'imperi, va fugir al Sudan i va organitzar una milícia que es va dir Jebhah al Wataniyya, i al cap de poc es va convertir en el Moviment d'Alliberament Popular de Benishangul (1988) sota impuls del Front Nacional Islàmic (FNI/NIF) del Sudan dirigit per de Hasan al-Turabi que tenia per objectiu estendre l'islam cap a Etiòpia i Eritrea. A la zona de Benishangul-Gumaz (a l'altre costat de l'estat sudanès del Nil Blau) el nombre de musulmans estava augmentant. Les forces armades sudaneses (SAF) van establir un quarter general a Disa, al nord-oest de Damazin, la capital de l'estat del Nil Blau, per entrenar i fer arribar proveïments als grups dissidents als quals donava suport i entre aquestos el Benishangul People’s Liberation Movement (BPLM), molt proper ideològicament del govern de Khartum i que tenia el suport d'algunes tribus (gumuz, koma, maa), i sobretot dels funj musulmans (o berta).
A l'inici dels anys noranta el MAPB tenia bases a Damazin, Kurmuk, Gisan, i Disa. Bona part del grup va quedar sota influència del FNI i va reclamar l'autodeterminació per Benishangul (com a preludi d'una unió amb Sudan). Per les seves operacions militars i d'algun grupuscles aliats, les infraestructures de la regió de Benishangul-Gumaz, incloent escoles i clíniques, van quedar destruïdes a la meitat dels anys noranta, però el 1996 una part del grup, dividit en faccions, es va acostar al governant Front Democràtic Revolucionari Popular Etíop/Ethiopian People's Revolutionary Democratic Front (EPRDF); en una conferència es va decidir que el MAPB hauria de quedar lliure d'elements favorables al Front d'Alliberament Oromo, al Sudan i a oficials corruptes. Sota la direcció del EPRDF el MAPB i altres quatre partits ètnics de la regió de Benishangul-Gumaz, després de fer autocrítica, es van aliar al govern; el MAPB va ser refundat amb el nom d'Organització Democràtica Popular de Benishangul Etiòpia; dos dels partits menors que representaven als mao i als komo van unir-se en l'Organització Democràtica Popular Mao-Komo; els partits ètnics dels gumuz i dels boro-shinasha van subsistir tal com eren. Junts van formar una coalició amb el nom de Front Unit Democràtic Popular de Benishangul-Gumaz/Benishangul Gumuz People’s Democratic Unity Front (BGPDUF; amhara: የቤንሻንጉልና ጉሙዝ ሕዝቦች ዴሞክራሲዊ አንድነት?). Això va suposar de fet el canvi del poder de les elits benishangul (berta) a favor de les elits gumuz aliats al shinasha.
A les eleccions del 2000 ek Front va obtenir 71 dels 80 escons regionals; a les regionals del 2005 va aconseguir 85 dels 99 escons. El 2005 la facció dissident del grup, pro-sudanesa, que tenia dificultats per operar després de la guerra Etiòpia-Eritrea, va signar un acord amb el govern del Front Democràtic Revolucionari Popular Etíop i va donar suport al Front Unit Democràtic Popular de Benishangul-Gumaz per les eleccions generals del mateix 2005, en les que aquest va obtenir 8 escons (tots a la regió de Benishangul-Gumaz). Però el 2006 Moviment d'Alliberament Popular de Benishangul va trencar relacions amb el govern i va reprendre la lluita.

## Bandera
La bandera inicial de l'organització fou adoptada com a bandera de l'estat. Posteriorment el Front Unit Democràtic Popular de Benishangul-Gumaz va adoptar una nova bandera. La facció prosudanesa del grup, que va conservar el nom hauria conservat la bandera de l'estat potser fins al 2005 però després és desconeguda.